# Заиковка
Заи́ковка (укр. Заїківка) — село, относится к Белокуракинскому району Луганской области Украины.
Население по переписи 2001 года составляло 259 человек. Почтовый индекс — 92243. Телефонный код — 6462. Занимает площадь 3,87 км².

## Местный совет
92242, Луганська обл., Білокуракинський р-н, с. Олексіївка  (укр.)